# 江戸川橋駅
江戸川橋駅（えどがわばしえき）は、東京都文京区関口一丁目にある、東京地下鉄（東京メトロ）有楽町線の駅である。駅番号はY 12。

## 歴史
- 1974年（昭和49年）10月30日：開業。両端駅（池袋駅・銀座一丁目駅）の自動改札機化に伴い、自動券売機では、開業当初から磁気化券が発売されていた。
- 2004年（平成16年）4月1日：帝都高速度交通営団（営団地下鉄）民営化に伴い、当駅は東京地下鉄（東京メトロ）に継承される[2]。
- 2007年（平成19年）3月18日：ICカード「PASMO」の利用が可能となる[3]。
- 2011年（平成23年）8月13日：ホームドアの使用を開始[4]。

### 駅名の由来

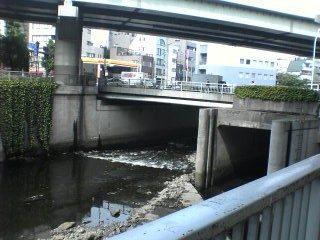
江戸川橋

江戸川橋とは、駅付近の神田川に架橋されている目白通りの橋梁である。この駅名は、1971年3月までこの地を運行していた路面電車（都電）の停留所名をそのまま踏襲している。
江戸川橋の「江戸川」は、利根川水系の江戸川のことではなく、駅付近を流れる神田川中流部分（おおむね大滝橋付近から船河原橋までの約2.1 kmの区間）のかつての名称である。同時にこの沿岸付近を指す地域名でもあり、かつて江戸川橋は桜や蛍の名所として知られていた。創架年代不詳の江戸川橋は、この神田川中流区間で最初に設けられた橋梁といわれている。
河川の名称としての江戸川は1970年8月をもって神田川に変更（上流区間・下流区間の名称に統一）され、消滅した。また、文京区内でも住居表示の実施に伴って町名が変更されたため、1966年7月までに沿岸の町名から江戸川を含むものが消え、江戸川町と西江戸川町が水道一丁目・水道二丁目・後楽二丁目の各一部となった。町名変更後は当駅と橋梁の名称のほかに付近の小学校（新宿区立江戸川小学校）や公園（文京区立江戸川公園、新江戸川公園）などにその名を留めている。

## 駅構造
島式ホーム1面2線を有する地下駅。
改札階とホーム階を連絡するものと、改札階と地上出口(番号なし)を結ぶエレベーターがそれぞれ1基ずつ設置されている。トイレは地下1階改札外にある。2006年に多機能トイレ（乳幼児・オストメイト対応）が設置された。
2005年にホーム外壁が改修され、駅名標も大きな長方形に変わり、外壁のデザインも独自のものが採用されている。
当駅は神田川および道路下に計画された神田川分水路、首都高速5号池袋線の橋脚など地形上の制約からS字カーブ上にホームがあり、見通しが悪く車掌だけでは安全確認できないため、ホームの中ほどに2人（ラッシュ時は3人）の立ち番が立っている。

### のりば
| 番線 | 路線     | 行先                       |
| ---- | -------- | -------------------------- |
| 1    | 有楽町線 | 新木場方面                 |
| 2    | 有楽町線 | 和光市・森林公園・飯能方面 |

（出典：東京メトロ:構内図）

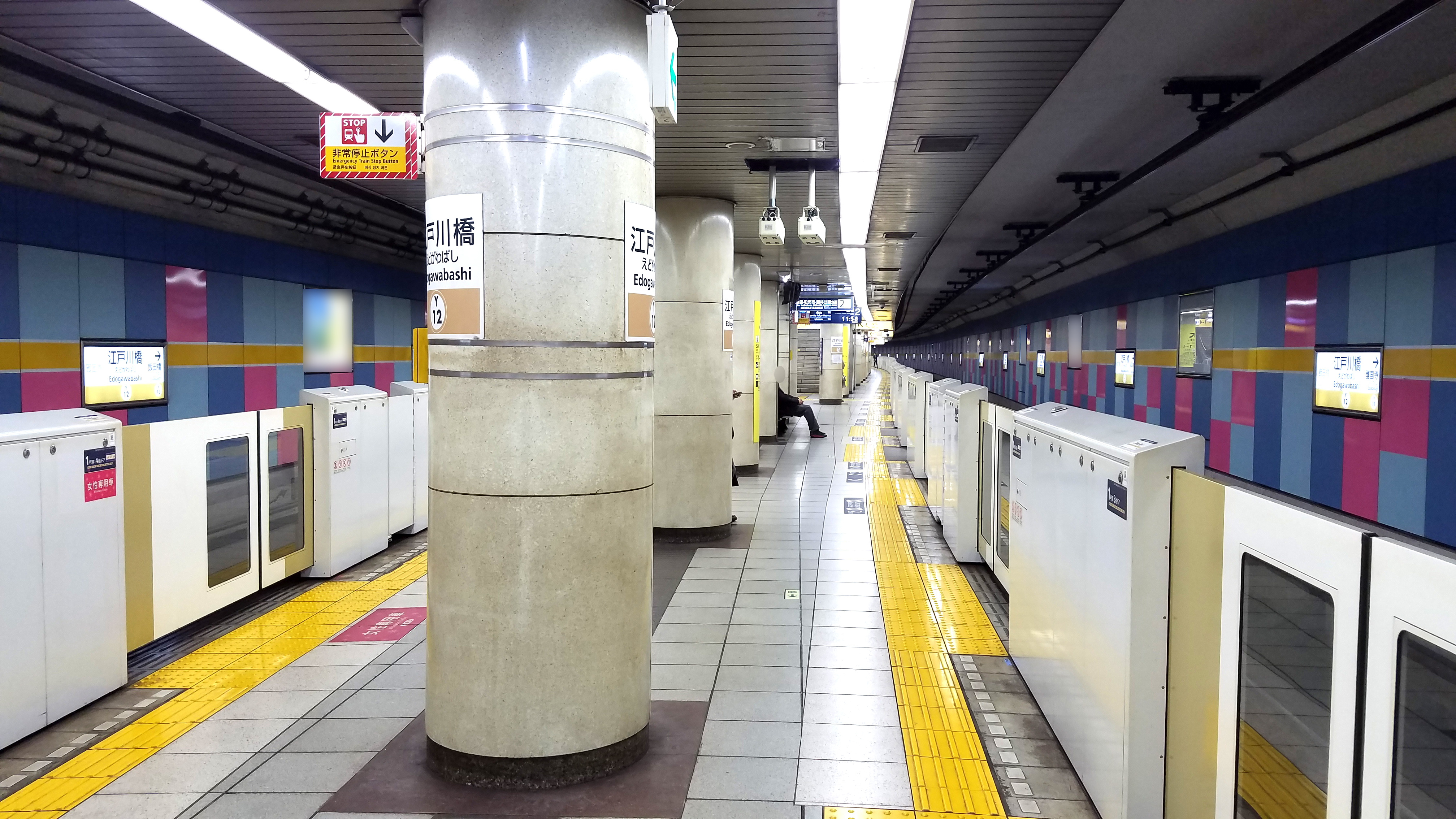
ホーム（2021年12月16日撮影）
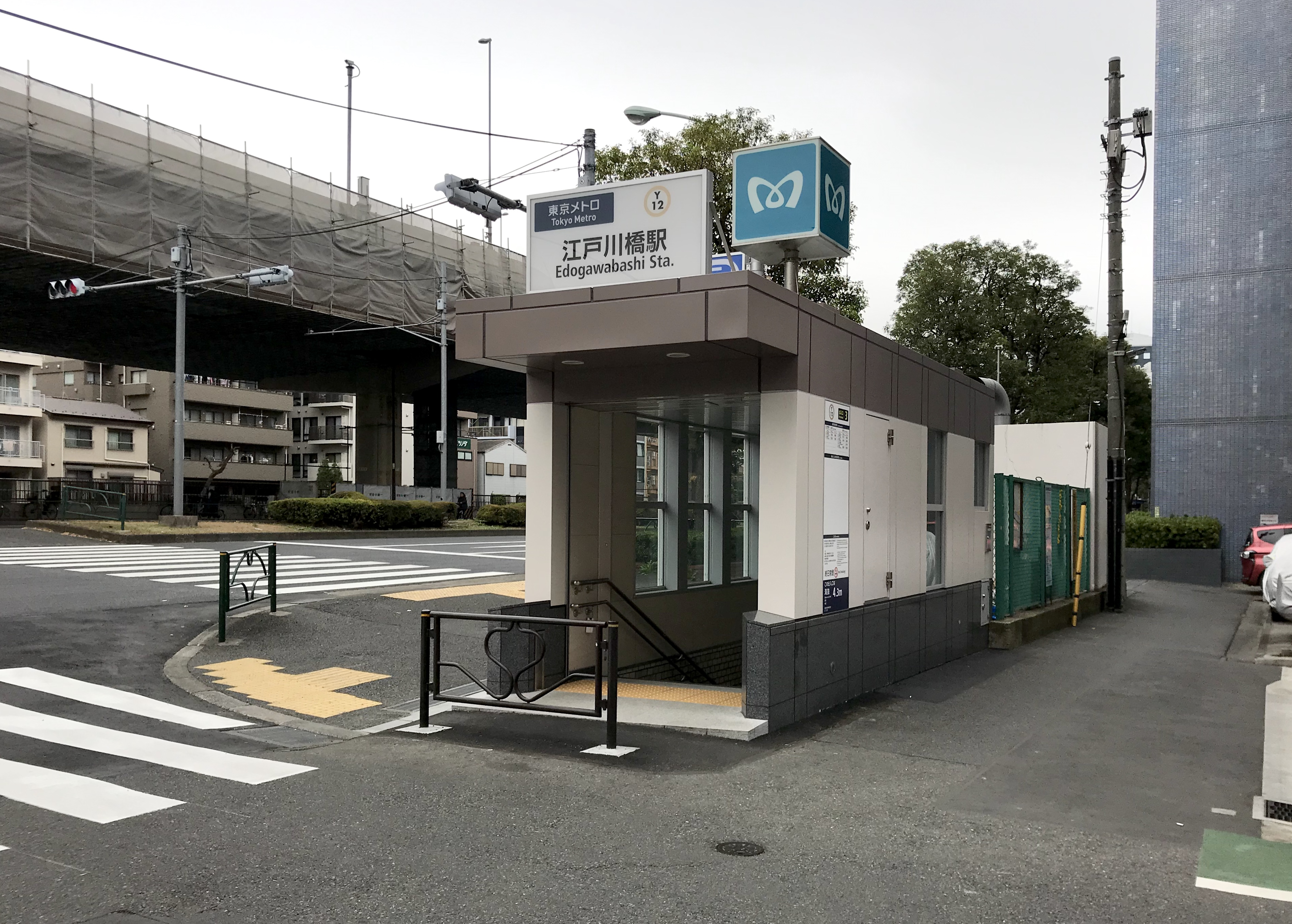
3番出入口（2019年12月21日撮影）

### 発車メロディ
2011年8月13日からスイッチ制作の発車メロディ（発車サイン音）を使用している。
曲は1番線が「星の舞踏会」（塩塚博作曲）、2番線が「風香る駅」（福嶋尚哉作曲）である。

## 利用状況
2024年度の1日平均乗降人員は49,844人であり、東京メトロ全130駅中78位。
近年の1日平均乗降・乗車人員推移は下表の通り。
| 年度               | 1日平均 乗降人員 | 1日平均 乗車人員 | 出典     |
| ------------------ | ---------------- | ---------------- | -------- |
| 1974年（昭和49年） |                  | 8,131            | [ * 1 ]  |
| 1975年（昭和50年） | 20,808           | 10,617           | [ * 2 ]  |
| 1976年（昭和51年） | 23,504           | 12,015           | [ * 3 ]  |
| 1977年（昭和52年） | 25,188           | 12,824           | [ * 4 ]  |
| 1978年（昭和53年） | 26,072           | 13,192           | [ * 5 ]  |
| 1979年（昭和54年） | 27,590           | 13,730           | [ * 6 ]  |
| 1980年（昭和55年） | 29,545           | 14,938           | [ * 7 ]  |
| 1981年（昭和56年） | 31,227           | 15,927           | [ * 8 ]  |
| 1982年（昭和57年） | 32,274           | 16,320           | [ * 9 ]  |
| 1983年（昭和58年） | 33,682           | 16,964           | [ * 10 ] |
| 1984年（昭和59年） | 35,613           | 18,122           | [ * 11 ] |
| 1985年（昭和60年） | 36,591           | 18,527           | [ * 12 ] |
| 1986年（昭和61年） | 37,769           | 19,013           | [ * 13 ] |
| 1987年（昭和62年） | 38,157           | 19,398           | [ * 14 ] |
| 1988年（昭和63年） | 39,852           | 19,968           | [ * 15 ] |
| 1989年（平成元年） | 39,905           | 20,244           | [ * 16 ] |
| 1990年（平成02年） | 41,229           | 20,940           | [ * 17 ] |
| 1991年（平成03年） | 43,209           | 21,701           | [ * 18 ] |
| 1992年（平成04年） | 44,321           | 22,557           | [ * 19 ] |
| 1993年（平成05年） | 46,064           | 23,344           | [ * 20 ] |
| 1994年（平成06年） | 46,751           | 23,467           | [ * 21 ] |
| 1995年（平成07年） | 46,328           | 23,344           | [ * 22 ] |
| 1996年（平成08年） | 46,363           | 23,508           | [ * 23 ] |
| 1997年（平成09年） | 46,078           | 23,398           | [ * 24 ] |
| 1998年（平成10年） | 46,230           | 23,385           | [ * 25 ] |
| 1999年（平成11年） | 44,687           | 22,619           | [ * 26 ] |
| 2000年（平成12年） | 44,824           | 22,695           | [ * 27 ] |
| 2001年（平成13年） | 44,714           | 22,629           | [ * 28 ] |
| 2002年（平成14年） | 45,857           | 23,155           | [ * 29 ] |
| 2003年（平成15年） | 46,326           | 23,402           | [ * 30 ] |
| 2004年（平成16年） | 44,682           | 22,578           | [ * 31 ] |
| 2005年（平成17年） | 45,375           | 22,874           | [ * 32 ] |
| 2006年（平成18年） | 46,399           | 23,485           | [ * 33 ] |
| 2007年（平成19年） | 48,511           | 24,664           | [ * 34 ] |
| 2008年（平成20年） | 50,471           | 25,537           | [ * 35 ] |
| 2009年（平成21年） | 50,947           | 25,781           | [ * 36 ] |
| 2010年（平成22年） | 50,063           | 25,205           | [ * 37 ] |
| 2011年（平成23年） | 49,112           | 24,865           | [ * 38 ] |
| 2012年（平成24年） | 49,843           | 25,073           | [ * 39 ] |
| 2013年（平成25年） | 50,515           | 25,471           | [ * 40 ] |
| 2014年（平成26年） | 50,379           | 25,254           | [ * 41 ] |
| 2015年（平成27年） | 51,557           | 25,948           | [ * 42 ] |
| 2016年（平成28年） | 51,594           | 25,986           | [ * 43 ] |
| 2017年（平成29年） | 53,135           | 26,762           | [ * 44 ] |
| 2018年（平成30年） | 54,473           | 27,425           | [ * 45 ] |
| 2019年（令和元年） | 53,897           | 27,137           | [ * 46 ] |
| 2020年（令和02年） | 40,180           |                  |          |
| 2021年（令和03年） | 41,470           |                  |          |
| 2022年（令和04年） | 45,773           |                  |          |
| 2023年（令和05年） | 48,975           |                  |          |
| 2024年（令和06年） | 49,844           |                  |          |

備考
1. ↑  1974年10月30日開業。開業日から1975年3月31日までの計153日間を集計したデータ。

## 駅周辺
- 東京都立新宿山吹高等学校
- 獨協中学校・高等学校
- 文京区立水道端図書館
- 文京区立目白台図書館
- 文京水道郵便局
- 文京関口一郵便局
- 神田川
  - 江戸川橋（駅名の由来となった橋梁）
- 椿山荘
  - ホテル椿山荘東京
- TOPPAN小石川ビル
  - 印刷博物館
  - トッパンホール
- 鳩山会館
- 文京区立江戸川公園
- 肥後細川庭園（旧称：新江戸川公園）
- 関口芭蕉庵
- 永青文庫
- 和敬塾
- 蕉雨園（旧田中光顕伯爵邸）
- 神楽坂駅
- 早稲田出口 - 首都高速5号池袋線
- 江戸川橋通り
- 目白通り・新目白通り
- 東京カテドラル聖マリア大聖堂
- 妙足院
- キングレコード 本社
- トーハン 本社
- テントセント 本社
- 鳥羽洋行 本社
- 主婦の友社 本社
- 自由法曹団 本部
- 関口フランスパン（フランスパン日本発祥の地）
- 地蔵通り商店街

## バス路線
最寄りの停留所は、都営バスの「江戸川橋」と日立自動車交通の「江戸川橋駅」で、以下の路線が運行されている。
江戸川橋
- 都営バス
  - 上58：上野松坂屋前行 / 早稲田行
  - 白61：新宿駅西口行・山吹町行 / 練馬車庫前行・練馬駅行
  - 飯64：九段下（循環） / 小滝橋車庫前行
  - 上69：上野公園（循環） / 小滝橋車庫前行

江戸川橋駅
- 日立自動車交通
  - Bーぐる 目白台・小日向ルート：椿山荘・護国寺駅・茗荷谷駅方面 文京シビックセンター行

## 隣の駅
東京地下鉄（東京メトロ）
 有楽町線
護国寺駅 (Y 11) - 江戸川橋駅 (Y 12) - 飯田橋駅 (Y 13)